# Союз Саттё

Мон Сацума-хана

Мон Тёсю-хана

Союз Саттё (яп. 薩長同盟 саттё: до:мэй), или Союз Сацумы и Тёсю (яп. 薩摩長州同盟 сацума-тё:сю: до:мэй) — тайный союз в Японии в конце периода Эдо, заключённый 21 января 1866 года между представителями автономных уделов Сацума-хан и Тёсю-хан с целью свержения действующего правительства, сёгуната Токугава и возобновления прямого Императорского правления в стране.

## История

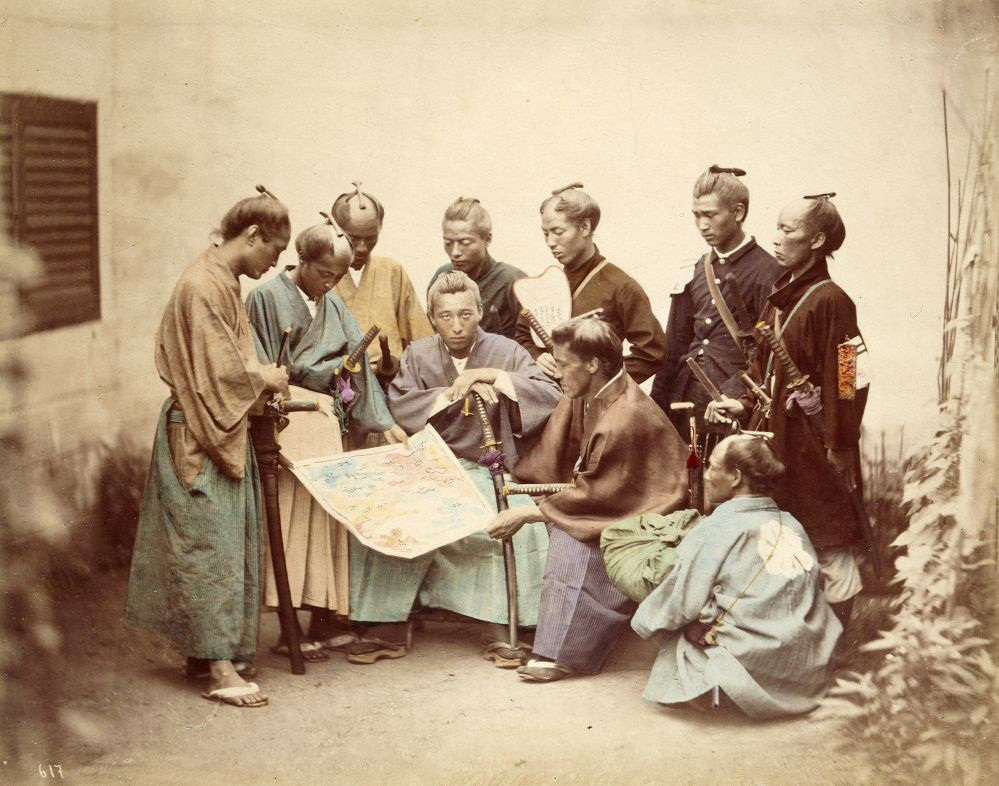
Самураи Сацума-хана

21 января 1866 года в резиденции Сацума-хана в Киото, при посредничестве самурая Сакамото Рёмы, представители Сацума-хана и Тёсю-хана заключили тайный союз. Делегацию первых представляли Комацу Татэваки и Сайго Такамори, а делегацию других — Кидо Такаёси.
Заключению союза предшествовало решение сёгуната Токугава начать вторую карательную экспедицию против Тёсю-хана, который выступал за свержение легитимного самурайского правительства. Во время инцидента возле Императорских ворот (1863) и первой карательной экспедиции (1864) Сацума-хан выступал на стороне сёгуната, однако из-за протестов внутри хана, которые возглавили Сайго Такамори и Окубо Тосимити, правительство Сацумы сменило свой курс на антиправительственный, отказался принимать участие в очередной карательной экспедиции и решил объединить усилия с Тёсю. Союзу между бывшими противниками способствовали самураи из Тоса-хана — Сакамото Рёма и Накаока Синтаро, которые начали закупать в Нагасаки европейское оружие для Тёсю-хана от имени сацумцев.
Союз Сацумы и Тёсю был скреплён 6-статейным договором. Он предусматривал, что в случае новой экспедиции сёгуната против Тёсю-хана, Сацума-хан поддержит последний оружием и дипломатично, а также будет представлять его интересы при Императорском дворе. Обе стороны также обязывались вести решительную борьбу против тех, кто будет противостоять возобновлению прямого Императорского правления.
Изначально союз имел характер обмена частными обещаниями между представителями обоих ханов о взаимопомощи. Однако он дал возможность Тёсю-хану покончить с политической изоляцией и самостоятельно разбить карательные войска самурайского правительства в 1866 году. После этих событий союз был скреплён официальным договором, а оба хана превратились в движущую антиправительственную силу, которая успешно свергла сёгунат и совершила реставрацию Мэйдзи 1868 года.